# Esteban Vigo
Esteban Vigo Benítez (* 17. Januar 1955 in Vélez-Málaga), kurz Esteban, ist ein ehemaliger spanischer Fußballspieler und heutiger -trainer.

## Karriere als Fußballspieler

### Verein
Esteban Vigo begann seine Karriere bei CD Málaga und war Stammspieler des Klubs aus Andalusien, als dieser in der Saison 1975/76 in die Primera División aufstieg. Als Málaga am Ende der Spielzeit 1976/77 wieder abstieg, wurde Esteban vom FC Barcelona unter Vertrag genommen. In den folgenden zehn Jahren spielte er ausschließlich für die Blaugrana. Er konnte sich bei den Katalanen trotz regelmäßiger Einsätze nie als unumstrittener Stammspieler durchsetzen und kam lediglich in der Saison 1980/81 auf mehr als 20 Ligaspiele. Mit einer spanischen Meisterschaft, drei Pokal- und zwei Ligapokalsiegen sowie zwei Titeln im Europapokal der Pokalsieger war seine Zeit in Barcelona von großen Erfolgen geprägt. Zur Spielzeit 1987/88 kehrte Esteban zum Zweitligisten CD Málaga zurück und verhalf diesem erneut zum Aufstieg. Daraufhin spielte er mit Málaga noch zwei Jahre Erstligafußball sowie nach dem Abstieg in der Saison 1989/90 ein weiteres Jahr in der Segunda División, ehe er seine Karriere beendete.

### Nationalmannschaft
Esteban Vigo nahm mit der Auswahl Spaniens an den Olympischen Spielen 1976 teil. Während seiner Zeit beim FC Barcelona bestritt er drei Freundschaftsspiele für die Spanische Nationalmannschaft. Sein Debüt erfolgte am 23. September 1981 im Rahmen eines 0:0-Unentschiedens gegen Österreich. Sein zweites und drittes Länderspiel absolvierte er im Oktober und November desselben Jahres.

## Karriere als Fußballtrainer
In der Saison 1995/96 übernahm Esteban am drittletzten Spieltag den abstiegsbedrohten Verein UD Almería. Zwei Unentschieden und eine Niederlage reichten letztlich zum Klassenerhalt. Ab 2001 trainierte er für zwei Jahre den FC Barcelona C, die dritte Mannschaft des FC Barcelona. In der Saison 2003/04 wurde er vor dem zwölften Spieltag vom Zweitligisten Deportivo Xerez unter Vertrag genommen. Der Verein verbesserte sich daraufhin bis zum Ende der Spielzeit um neun Tabellenplätze und wurde Neunter. Zur Spielzeit 2004/05 verließ Esteban den Verein und heuerte beim Ligakonkurrenten FC Córdoba an. Da er in den ersten sieben Spielen nur einen Punkt einfuhr, wurde er jedoch vorzeitig entlassen. Im Jahr 2006 war Esteban kurzzeitig Trainer des rumänischen Erstligisten Dinamo Bukarest. Am 22. Spieltag der Saison 2006/07 übernahm er den Drittligisten UE Lleida. Nach durchwachsenen Ergebnissen wurde er nach zehn Spieltagen wieder beurlaubt.
Am 25. Spieltag der Zweitliga-Saison 2007/08 kehrte er zum Tabellenvorletzten Deportivo Xerez zurück. Von den 18 verbliebenen Spielen verlor Xerez unter Esteban nur drei Partien und sicherte sich somit am Ende souverän den Klassenerhalt. Der Aufwärtstrend setzte sich in der Saison 2008/09 fort, so dass Xerez als Meister der Liga am Ende der Spielzeit erstmals in der Vereinsgeschichte in die Primera División aufstieg. Esteban entschied sich allerdings für einen Verbleib in der Segunda División und übernahm Hércules Alicante. Auch mit Hércules stieg er daraufhin in der Saison 2009/10 als Tabellenzweiter in die Primera División auf. So feierte er in der Spielzeit 2010/11 sein Erstligadebüt als Trainer. Nach 29 Spieltagen erfolgte sein Entlassung. Hércules stieg als Tabellenvorletzter wieder in die Segunda División ab. Im April 2012 wurde Esteban Trainer des Zweitligisten UD Almería, verpasste mit dem Verein jedoch die angestrebten Aufstiegs-Play-Offs. 2012/13 kehrte er zu Deportivo Xerez zurück. Im Februar 2013 wurde er nach 26 Spieltagen wegen Erfolglosigkeit beurlaubt. Zu diesem Zeitpunkt war Xerez Tabellenletzter.

## Erfolge
Als Spieler
- Europapokal der Pokalsieger: 1979, 1982
- Spanischer Meister: 1985
- Spanischer Pokalsieger: 1978, 1981, 1983
- Spanischer Supercupsieger: 1983
- Spanischer Ligapokalsieger: 1983, 1986
- Aufstieg in die Primera División: 1976, 1988

Als Trainer
- Aufstieg in die Primera División: 2009, 2010